# Iwajło Wyłczew
Iwajło Wanew Wyłczew, bułg. Ивайло Ванев Вълчев (ur. 9 stycznia 1972 w Burgasie) – bułgarski scenarzysta, autor tekstów, polityk, deputowany krajowy, poseł do Parlamentu Europejskiego X kadencji.

## Życiorys
Ukończył szkołę średnią w rodzinnej miejscowości i filologię bułgarską na Uniwersytecie Sofijskim im. św. Klemensa z Ochrydy. W pierwszej połowie lat 90. zajął się opracowywaniem scenariuszy programów rozrywkowych. Pracował m.in. przy Ku-ku, Kanaleto, Chyszowe i Szouto na Sławi, stając się bliskim współpracownikiem Sławiego Trifonowa. Autor tekstów piosenek, kampanii reklamowych i przedstawień teatralnych.
Zaangażował się w działalność polityczną w ramach ugrupowania Jest Taki Lud, którą powołał Sławi Trifonow. W wyborach w kwietniu 2021 uzyskał mandat posła do Zgromadzenia Narodowego 45. kadencji. Utrzymał go również w wyniku głosowania z lipca 2021. Został też wybrany w kolejnych wyborach z listopada 2021, jednak zrezygnował z objęcia mandatu. Powrócił do bułgarskiego parlamentu w wyniku wyborów z kwietnia 2023. W czerwcu 2024 został natomiast wybrany do Europarlamentu X kadencji.